# Fußball-Landesliga Schleswig-Holstein 1971/72
Die Landesliga Schleswig-Holstein wurde zur Saison 1971/72 das 25. Mal ausgetragen und bildete bis zur Saison 1973/74 den Unterbau der zweitklassigen Regionalliga Nord. Die beiden erstplatzierten Mannschaften durften an der Aufstiegsrunde zur zweitklassigen Regionalliga Nord teilnehmen, die Mannschaften auf den beiden letzten Plätzen mussten in die Verbandsliga absteigen.

## Vereine
Im Vergleich zur Saison 1970/71 veränderte sich die Zusammensetzung der Liga folgendermaßen: Keine Mannschaft war in die Regionalliga Nord auf-, während auch keine Mannschaft aus Schleswig-Holstein aus der Regionalliga Nord abgestiegen war. Die beiden Absteiger VfB Lübeck Amateure und Itzehoer SV Amateure hatten die Landesliga verlassen und wurden durch die beiden Aufsteiger DGF Flensborg (Rückkehr nach fünf Jahren) und SC Elmenhorst (erstmals in der Landesliga) ersetzt.
| Verein           | Stadt        | Kreis                 | Qualifikation                        |
| ---------------- | ------------ | --------------------- | ------------------------------------ |
| Rendsburger TSV  | Rendsburg    | Rendsburg-Eckernförde | Meister 1970/71                      |
| TSV Westerland   | Westerland   | Nordfriesland         | 2. Platz 1970/71                     |
| VfB Kiel         | Kiel         |                       | 3. Platz 1970/71                     |
| Schleswig 06     | Schleswig    | Schleswig             | 4. Platz 1970/71                     |
| SC Comet Kiel    | Kiel         |                       | 5. Platz 1970/71                     |
| Eichholzer SV    | Lübeck       |                       | 6. Platz 1970/71                     |
| BSC Brunsbüttel  | Brunsbüttel  | Dithmarschen          | 7. Platz 1970/71                     |
| SV Friedrichsort | Kiel         |                       | 8. Platz 1970/71                     |
| VfL Oldesloe     | Bad Oldesloe | Stormarn              | 9. Platz 1970/71                     |
| TSV Schlutup     | Lübeck       |                       | 10. Platz 1970/71                    |
| Büdelsdorfer TSV | Büdelsdorf   | Rendsburg-Eckernförde | 11. Platz 1970/71                    |
| Flensburg 08     | Flensburg    |                       | 12. Platz 1970/71                    |
| VfR Neumünster   | Neumünster   |                       | 13. Platz 1970/71                    |
| MTV Heide        | Heide        | Dithmarschen          | 14. Platz 1970/71                    |
| DGF Flensborg    | Flensburg    |                       | Aufsteiger aus der Verbandsliga Nord |
| SC Elmenhorst    | Elmenhorst   | Stormarn              | Aufsteiger aus der Verbandsliga Süd  |

## Saisonverlauf
Die Meisterschaft und damit die Teilnahme an der Aufstiegsrunde sicherte sich wie im Vorjahr der Rendsburger TSV. Als Zweitplatzierter durfte Schleswig 06 ebenfalls teilnehmen. Beide verpassten den Aufstieg in die Regionalliga Nord. DGF Flensborg musste die Landesliga nach einer Spielzeit wieder verlassen, der VfL Oldesloe nach 14 Spielzeiten.
Der Eichholzer SV qualifizierte sich als Dritter für die deutsche Amateurmeisterschaft 1972. Dort setzte er sich zunächst gegen den FC Rodalben durch, schied aber im Viertelfinale gegen den 1. FC Normannia Gmünd aus.

### Tabelle
| Pl. | Verein              | Sp. | S  | U  | N  | Tore    | Diff. | Punkte |
| --- | ------------------- | --- | -- | -- | -- | ------- | ----- | ------ |
| 1.  | Rendsburger TSV (M) | 30  | 21 | 3  | 6  | 063:330 | +30   | 45:15  |
| 2.  | Schleswig 06        | 30  | 17 | 8  | 5  | 059:320 | +27   | 42:18  |
| 3.  | Eichholzer SV       | 30  | 17 | 7  | 6  | 054:310 | +23   | 41:19  |
| 4.  | SC Comet Kiel       | 30  | 18 | 4  | 8  | 063:410 | +22   | 40:20  |
| 5.  | TSV Schlutup        | 30  | 14 | 8  | 8  | 069:430 | +26   | 36:24  |
| 6.  | Büdelsdorfer TSV    | 30  | 10 | 11 | 9  | 034:380 | −4    | 31:29  |
| 7.  | VfB Kiel            | 30  | 12 | 5  | 13 | 061:490 | +12   | 29:31  |
| 8.  | Flensburg 08        | 30  | 10 | 9  | 11 | 052:550 | −3    | 29:31  |
| 9.  | TSV Westerland      | 30  | 10 | 9  | 11 | 048:510 | −3    | 29:31  |
| 10. | VfR Neumünster      | 30  | 10 | 8  | 12 | 041:480 | −7    | 28:32  |
| 11. | SV Friedrichsort    | 30  | 9  | 10 | 11 | 054:620 | −8    | 28:32  |
| 12. | BSC Brunsbüttel     | 30  | 8  | 9  | 13 | 042:510 | −9    | 25:35  |
| 13. | MTV Heide           | 30  | 10 | 4  | 16 | 034:560 | −22   | 24:36  |
| 14. | SC Elmenhorst (N)   | 30  | 6  | 9  | 15 | 036:520 | −16   | 21:39  |
| 15. | DGF Flensborg (N)   | 30  | 7  | 5  | 18 | 028:500 | −22   | 19:41  |
| 16. | VfL Oldesloe        | 30  | 3  | 7  | 20 | 022:680 | −46   | 13:47  |

| (M) | Meister der Landesliga Schleswig-Holstein 1970/71       |
| (A) | Absteiger aus der Regionalliga Nord 1970/71             |
| (N) | Aufsteiger in die Landesliga Schleswig-Holstein 1971/72 |